# Henry Barber Richardson
Pour les articles homonymes, voir Henry Richardson, Barber et Richardson.
Henry Barber Richardson, né le 19 mai 1889 à Boston (Massachusetts) et mort le 19 novembre 1963 à New York, est un archer américain.

## Biographie
Aux Jeux olympiques d'été de 1904 se tenant à Saint-Louis, Henry Richardson remporte la médaille de bronze par équipe avec le Boston Archery Club. Il se classe neuvième des épreuves individuelle de double american round et de double york round. Champion national en 1906 et 1910 dans les deux épreuves individuelles sus-citées, il participe aux Jeux olympiques d'été de 1908 à Londres et obtient une nouvelle Double York Round.
Il étudie à l'université Harvard puis devient médecin. En 1945, il fait des études de psychiatrie à l'université Columbia, puis devient psychiatre à Columbia et à New York.